# Надакадзе/PB-2
Надакадзе (Nadakadze, яп. 灘風), пізніше Сторожовий корабель № 2 (第二哨戒艇) — ескадрений міноносець Імперського флоту Японії, перетворений на завершальній стадії служби у сторожовий корабель.
Корабель, який спорудили у 1921 році на верфі ВМФ у Майдзуру, належав до есмінців типу «Мінекадзе».
У 1940 – 1941 роках застарілий есмінець був переобладнаний на сторожовий корабель типу 1 та отримав найменування Сторожовий корабель № 2 (PB-2). У межах цього проєкту демонтували 2 з 4 котлів, що зменшило швидкість до 20 вузлів, а також 2 з 3 торпедних апаратів та 1 з 4 гармат головного калібру, натомість додали установки 25-мм зенітних автоматів і запас глибинних бомб.
У 1941-му корабель пройшов додаткове переобладнання, під час якого зняли ще дві гармати головного калібру та останній торпедний апарат. Замість форштевня облаштували рампу, що надало змогу брати на борт дві десантні баржі Дайхацу (замість 42 глибинних бомб), та підготували простір для розміщення 250 бійців.
На момент вступу Японії у війну корабель належав до 1-ї ескадри сторожових кораблів зі складу 32-ї спеціальної військово-морської бази (Special Base Force 32). 6 грудня 1941-го він прибув до Фанляо (південне завершення острова Тайвань), звідки вийшов наступної доби для супроводу загону, що висаджував десанти на острови у Лусонській протоці – 8 грудня на Батан та 10 грудня на Камігуїн.
14 грудня 1941-го PB-2 прибув на острів Амаміосіма зі складу центральної групи архіпелагу Рюкю, а 17—23 грудня пройшов звідси в охороні загону транспортів, який в перші години 24 грудня здійснив висадку допоміжного десанту в затоці Ламон-Бей на східному узбережжі філіппінського острова Лусон. Кілька діб PB-2 діяв у цьому районі, після чого 29 грудня прибув на Палау (важлива японська база на заході Каролінських островів).
На початку січня 1942-го PB-2 перейшов з Палау до Давао (порт на південному узбережжі філіппінського острова Мінданао, захоплений японським десантом у останній декаді грудня). 9 січня корабель вийшов з Давао для супроводу загону транспортів, які в ніч проти 11 січня висадили десант на північно-східному півострові острова Целебес у районі Менадо. В подальшому PB-2 ніс службу в районі Менадо та розташованого неподалік острова Бангка, а 21 січня розпочав супроводження загону, що вийшов від Бангка та в ніч проти 24 січня висадив десант у Кендарі на південно-східному півострові Целебесу. 25—27 січня PB-2 прослідував до Бангка, а 2—4 лютого повернувся звідти в Кендарі у складі охорони загону транспортів.
6—8 лютого 1942-го PB-2 входив до складу охорони загону, який висадив десант у Макасарі на південно-західному півострові Целебесу.
11—12 лютого 1942-го корабель пройшов назад до Кедарі, а 13—14 лютого перейшов на острів Амбон в південній частині Молуккського архіпелагу (захоплений японцями на початку місяця). 18 лютого PB-2 вийшов з Амбону і наступної доби приєднався до охорони транспортів, які 20 лютого доправили десант на острів Тимор. До кінця місяця PB-2 ніс службу біля Тимору, а 1—3 березня супроводив транспорти до Кендарі. 14—16 березня PB-2 пройшов на Балі, де взяв під охорону два транспорти та 19 березня привів їх на Тимор до Купангу.
21 березня 1942-го корабель прибув на Амбон, звідки вийшов 29 березня у складі сил, які мали зайняти нідерландську (західну) частину Нової Гвінеї. 2 та 4 квітня PB-2 під прикриттям канонерського човна «Маньо-Мару» висадив десанти у Фак-Факу (західне узбережжя Нової Гвінеї) та Соронзі (північно-західне завершення півострова Чендравасіх). 7 – 9 квітня корабель побував у Тернате (біля західного узбережжя острова Хальмахера в північній частин Молуккського архіпелагу), а потім супроводив звідси два транспорти, що 12 квітня прибули до Манокварі (північно-східне завершення півострова Чендравасіх). 23 квітня корабель полишив Манокварі та здійснив перехід із зупинкою на Сайпані (Маріанські острови) до Японії.
15—19 травня 1942-го PB-2 разом зі ще одним сторожовим кораблем ескортували з Йокосуки на Сайпан гідроавіаносець «Акіцусіма» і транспорт. 28 травня PB-2 вирушив звідси в межах Мідвейської операції, маючи завдання разом зі ще двома сторожовими кораблями здійснювати безпосереднє ескортування транспортів, що везли десант і будівельний загін (дистанційний супровід провадили легкий крейсер та 10 есмінців). Втім, уже невдовзі після нищівної поразки ударного авіаносного з'єднання операцію скасували і 16 червня PB-2 разом з транспортною групою повернувся на Маріанські острови. 4 липня PB-2 прибув до Японії, де протягом наступного місяця ніс патрульно-конвойну службу біля східного узбережжя.
7 серпня 1942-го союзники висадились на сході Соломонових островів, що започаткувало шестимісячну битву за Гуадалканал та змусило японське командування спрямовувати в регіон підкріплення. 9 серпня PB-2 та ще один сторожовий корабель вийшли з Йокосуки, пройшли через Сайпан і 16 серпня прибули на атол Трук у центральній частині Каролінського архіпелагу, де ще до війни була створена головна японська база в Океанії. Тим часом японське командування організувало проведення великого конвою з військами до Гуадалканалу, що в підсумку призвело до зіткнення авіаносних з'єднань у битві біля східних Соломонових островів. Конвой рушив з Труку 16 серпня, при цьому PB-2 разом зі ще одним сторожовим кораблем супроводжували третій ешелон, що складався з переобладнаного легкого крейсера «Кінрю-Мару» (згодом охорону цього та другого ешелонів підсилили 3 есмінці). 24 серпня відбулась зазначена вище битва авіаносців, а наступної доби по другому і третьому ешелонах конвою почали завдавати удари літаки наземного базування. Хоча на допомогу підійшли ще кілька есмінців, «Кінрю-Мару» був потоплений, а PB-2 взяв участь у порятунку вцілілих (під час цієї операції літаки також потопили есмінець «Муцукі»). Того ж 25 серпня конвой змінив курс та попрямував до якірної стоянки Шортленд (прикрита групою невеликих островів Шортленд акваторія у південного узбережжя острова Бугенвіль на заході Соломонових островів), куди прибув 26 серпня.
У наступні кілька місяців PB-2 ніс ескортну службу в Меланезії. Зокрема, відомо, що 3 – 4 жовтня 1942-го він разом зі ще одним сторожовим кораблем супроводив транспорт «Ямаура-Мару» до Буни (східне узбережжя новогвійнеського півострова Папуа). Втім, в основному діяльність PB-2 була пов’язана з Шортлендом, звідки він міг здійснювати рейси до Мунди (острів Коломбангара в центральній частині Соломонового архіпелагу) та Рабаула (головна база в архіпелазі Бісмарка, з якої японці провадили операції на Соломонових островах та сході Нової Гвінеї).
12 – 25 січня 1943-го PB-2 прослідував з Рабаула до Японії, а наприкінці лютого рушив до Південно-Східної Азії. Тут він протягом трьох місяців ніс патрульно-ескортну службу в реігоні від Такао (наразі Гаосюн на Тайвані) до Маніли, а також двічі ходив до Палау – 27 березня – 10 квітня з конвоями № 3101 та № 3202 (у цій операції 9 квітня вже при наближенні до Маніли американський підводний човен потопив транспорт «Шанхай-Мару») та 17 – 29 квітня з конвоями № 3102 та № 3205. 27 травня – 1 червня PB-2 супроводив конвой з Такао до японського порту Моджі, при цьому підводний човен потопив один із транспортів загону.
4 червня – 18 липня 1943-го PB-2 пройшов з цілим рядом конвоїв по маршруту Моджі – Сінгапур – Моджі. Наступні конвойні рейси до Південно-Східної Азії відбулись 25 липня – 7 серпня (Моджі – Такао – Моджі) та 12 серпня – 24 вересня (Моджі – Сайгон – Моджі), після чого протягом місяця корабель діяв біля східного узбережжя Хонсю.
30 жовтня – 10 листопада 1943-го PB-2 пройшов з конвоями до Маніли, а 18 листопада вийшов звідси у охороні конвою H-5, що прямував до острова Хальмахера. Втім, 23 листопада PB-2 відокремився та наступної доби прибув до Балікпапану (центр нафтовидобувної промисловості на сході Борнео). 30 листопада – 19 грудня корабель ескортував конвої № 2612 та № 2515 по маршруту Балікпапан – Палау – Балікпапан. Наступні кругові рейси по тому ж маршруту відбулись 26 грудня 1943-го – 7 січня 1944-го (з конвоями № 2614 та NE-202) та 17 січня – 1 лютого 1944-го (конвої KU-702 та NE-602). Варто візначити, що з 25 грудня 1943-го PB-2 належав до 22-ї Спеціальної Військово-морської бази (22nd Special Base Force) зі складу Другого Південного експедиційного флоту, який здійснював контроль над західною частиною Нідерландської Ост-Індії.
Станом на початок травня 1944-го PB-2 продовжува обслуговувати комунікації Балікпапану. При цьому 9 – 18 травня він ходив до Менадо (північно-східне завершення Сулавесі), а 28 травня – 3 червня прослідував в охороні конвою до Сінгапуру, де став на ремонт (під час цього процесу 10 травня корабель отримав певні пошкодження від вибуху на транспорті «Хуасан-Мару»). Ремонт тривав до 6 липня, а 19 липня PB-2 знову був у Балікпапані.
Наступні кілька місяців корабель продовжував службу в цьому регоні, під час якої неодноразово відвідував Таракан (ще один центр нафтовидобутку на сході Борнео північніше від Балікпапану) та Таві-Таві (японська база в південній частині архіпелагу Сулу). Також по одному разу PB-2 виконав ескортні рейси до Себу в центральній частині Філіппінського архіпелагу (22 липня – 11 серпня 1944-го) та Голо в архіпелазі Сулу (друга половина вересня 1944-го), а 22 вересня – 22 жовтня 1944-го пройшов по маршруту Таві-Таві – Маніла – Таракан (в цей період американці в межах підготовки до висадки на Філіппінах завдавали авіаційних ударів по базам та судноплавству японців, так що доводилось неодноразово змінювати курс та повертатись до більш безпечних місць).
25 жовтня 1944-го PB-2 разом з двома мисливцями за підводними човнами повів ще один конвой до Маніли. 1 листопада на підході до пункту призначення загін атакував підводний човен, якому вдалось потопити одразу три судна з вантажем нафти. А 8 листопада PB-2 повів з Маніли до Балікпапану конвой, який втратив від атаки ворожої субмарини один транспорт.
Наприкінці листопада 1944-го PB-2 прибув до Сурабаї (головна база на сході острова Ява), де до 6 січня 1945-го проходив ремонт. Далі в січні корабель провів ескортний рейс до Батавії (наразі Джакарта) та назад, а в першій декаді лютого супроводив конвой з Сурабаї до Балікпапану. На початку березня PB-2 доставив з Таракану в Балікпапан три з половиною сотні військовослужбовців, а 9 березня рушив з конвоєм до Сурабаї, куди прибув 13 березня.
26 липня 1945-го PB-2 прямував із транспортною місією з Сурабаї до Макассару (південно-західний півострів Судавесі). У морі Балі за понад три сотні кілометрів на схід від Сурабаї його перехопив британський підводний човен HMS Stubborn, який випустив чотири торпеди з дистанції майже 3 км. Хоча PB-2 йшов протичовновим зігзагом дві торпеди потрапили у ціль та потопили її. Субмарина спливла та наблизилась до японців, що по плавали у воді, після чого відкрила по ним вогонь. Втім, поява літака змусила Stubborn зануритись. Також відомо, що на пошук вцілілих японці відправили допоміжний мисливець за підводними човнами CHa-36.